# Документ Р
«Документ Р» — советский художественный фильм, снятый по мотивам одноимённого романа Ирвинга Уоллеса (1976). Транслировался по телевидению в трёхсерийном варианте.

## Описание сюжета
Картина рассказывает о начале XXI века (на момент создание фильма — относительно скорое будущее). Ультраправые политики, бюрократы и монополисты США во главе с директором ФБР Верноном Тайненом готовят государственный переворот. Их замысел — убийство президента, введение чрезвычайного положения, захват власти и установление тоталитарной диктатуры. План сформулирован в секретном «Документе Р».
Механизм переворота: принятие Конгрессом 35-й поправки к Конституции, которая аннулирует гражданские свободы и узаконит всевластие ФБР. Заговорщики запугивают общество ростом преступности, который сами всячески провоцируют, в том числе заказными убийствами известных и уважаемых людей якобы на бытовой почве. Таким способом им удаётся завоевать внушительную поддержку. Конгрессмены, не желающие голосовать за 35-ю поправку, подвергаются запугиванию и шантажу. Идею поддерживает недалёкий президент Водсфорт, не представляющий уготованной ему участи.
Сенатор Кристофер Коллинз и лидер «Союза защиты Билля о правах» Энтони Пирс на свой страх и риск предпринимают частное расследование. Им открывается страшная правда: после ратификации поправки Америка превратится в общество тотального контроля, фактический концлагерь, пока обкатываемый в закрытом городе Арго. Но их предупреждения и призывы заглушаются либо игнорируются. Вернон Тайнен говорит своей матери, что в скором времени станет «чем-то большим, нежели президент».
Попытку Коллинза добыть доказательно разоблачающий заговорщиков «Документ Р» с пистолетом в руках пресекает заместитель Тайнена. На следующий день предстоит голосование в законодательным собрании Калифорнии. Ратификация 35-й поправки предрешена. Далее запланировано устранение президента. После этого заговорщики станут хозяевами страны. Защитникам гражданских прав и свобод остаётся идти ва-банк, надеясь только на удачу и на самих себя…

## В ролях
- Ромуалдс Анцанс — Кристофер Коллинз, сенатор
- Микк Микивер — Энтони Пирс, гражданский лидер
- Валентин Клементьев — Джош, гражданский активист
- Эвальд Хермакюла — Вернон Тайнен, директор ФБР
- Тыну Луме — Гарри Эдкок, заместитель Тайнена
- Освальдс Берзиньш — Водсфорт, президент США
- Клара Белова — Мэри Ламперт
- Элле Кулль — Kaрен
- Хейно Мандри — Дональд Раденбау
- Янис Кайяк — Олин Киф
- Ита Эвер — Ханна Бакстер
- Александр Романцов — Тим Нордквист, начальник охраны
- Святослав Кузнецов — Эд Шредер
- Арен Рейн — Джон Мейнард
- Татьяна Ткач
- Юри Мюйр — эпизод
- Тыну Саар — эпизод

## Съёмочная группа
- Автор сценария — Александр Юровский
- Режиссёр — Валерий Харченко
- Оператор — Юрий Елхов
- Звукорежиссёр — Сергей Чупров
- Композиторы: Андрей Леденёв, Роман Леденёв